# 赫纳韦
赫纳韦，是西班牙安达卢西亚自治区哈恩省的一个市镇。总面积64平方公里，总人口661人（2001年），人口密度10人/平方公里。